# Thaiboy Digital
Thanapat Bunleang, född Khazitin G. Bonleunge den 11 oktober 1994 i Khon Kaen, Thailand, mer känd under sitt artistnamn Thaiboy Digital, är en thailändsk-svensk rappare, sångare, producent och modedesigner. Bunleang är medlem i den svenska musikgruppen Drain Gang.

## Biografi
Thaiboy Digital är född i Isan-regionen i Thailand och flyttade med sin familj till Sverige 2003, vid 8 års ålder, efter att hans mor blev kock på den österrikiska ambassaden i Stockholm. I tonåren blev Bunleang involverad i Stockholms musikscen, och gick med i det som senare skulle bli Drain Gang och samarbetade med lokala artister som bland andra Bladee och Yung Lean. På grund av att hans mors arbetsvisum upphörde, tvingades Bunleang lämna Sverige 2015, efter beslut av Migrationsverket, och återvända till Thailand. Han bosatte sig då i Bangkok, där han bor kvar än idag. Yung Lean försökte ingripa i utvisningen genom att starta en Change.org-petition för att Bunleang skulle få stanna i Sverige och kallade de svenska tjänstemännen "rasistiska skitstövlar".[källa behövs]
Tillbaka i sitt hemland började Bunleang spela in med lokala Bangkok-artister som Younggu och Dandee, samtidigt som han förblev medlem i Drain Gang och har fortsatt släppa musik tillsammans med dem, inklusive 2019 års släpp Trash Island som är ett samarbete mellan alla Drain Gang-medlemmarna och som delvis spelades in i Bunleangs lägenhet i Bangkok.
Efter ett uppehåll på tre år släppte Bunleang 2022 sitt andra album, Back 2 Life. Albumet följer hans resa tillbaka till musiken efter några lugna år, med temat "sju år" som återkommer på albumet och syftar på att det var sju år sedan han var tvungen att lämna Sverige.

## Privatliv
Bunleang växte upp med sin mormor och styvfarfar (på sin mors sida) i Khon Kaen. Hans mor Aphantri är halvsvart vilket orsakade mobbning i skolan i Thailand. När Bunleang var 5 år fick hans mor jobb som kock på den schweiziska ambassaden i Bangkok och tog med sig honom. 
Bunleang gifte sig den 7 januari 2020 och hans första barn, en dotter, föddes den 9 februari 2020.

## Diskografi

### Album
- Legendary Member (2019)
- My Fantasy World (2020) (som Dj Billybool)*
- Back 2 Life (2022)

### Mixtapes
- Tiger (2014)
- Lord Of Jewels (Return of the Goon) (2015)
- Yin & Yang (2020)

### Kollaborativa mixtapes
- GTBSG Compilation (2013) (med Bladee, Ecco2k)
- AvP (2016) (wmed Bladee)
- D&G (2017) (med Bladee, Ecco2K)
- Trash Island (2019) (med Bladee, Ecco2k)

### Utökade spelningar
- S.O.S: Suicide or Sacrifice (2017)
- The Promised Future Remixes, Vol. 1 (2023) (som Dj Billybool)*

### Singlar
- "Fuck U" (2011)
- "Bank Account" (2013)
- "B With U" (2013)
- "Moon Girl" (2013)
- "Tiger" (2014)
- "G6" (2014)
- "2 The Starz" (med Bladee) (2014)
- "Haters Broke" (2014)
- "2seats" (2015)
- "Forever Turnt" (med Younggu, Dandee) (2015)
- "Lie 2 Me" (med Bladee) (2016)
- "Let Go" (2016)
- "Still in Search of Sunshine" (med Bladee) (2016)
- "Climbing" (2017)
- "Magic" (2017)
- "King Cobra" (2018)
- "Lip Service" (med Ecco2K) (2019)
- "Nervous" (2019)
- "IDGAF" (2019)
- "New City" (2020)
- "Yin & Yang" (2020)
- "Triple S" (2020)
- "I Go I Go" (2020)
- "I'm Fresh" (2022)
- "Som Jag" (med Bladee) (2022) (som Dj Billybool)*
- "True Love" (med Yung Lean) (2022)
- "TL;DR" (med Bladee, Ecco2k) (2024)

### Gäst inspelningar
- Bladee – "Ebay" (featuring Ecco2K) (2013)
- Bladee – "Deletee" (2014)
- Bladee – "Everlasting Flames" (2014)
- Bladee – "Butterfly" (2015 and 2016)
- Yung Lean – "How U Like Me Now?" (2016)
- Yung Lean – "King Cobra" (2018)
- Bladee – "Side by Side" (2018)
- Younggu – "Never Been" (featuring Twopee Southside, Rahboy) (2018)
- Woesum – "Violet Gold" (featuring Bladee, Yung Lean) (2021)
- Woesum – "Only Light" (2021)
- Woesum – Ying & Yang Remix - Remix (2021)
- Bladee – "Inspiration Comes" (2021)
- Yung Lean – "Starz2theRainbow" (2022)
- Bladee – "Requiem" (2023)
- Varg²™ – "Hitty" (2024)